# 亚美尼亚使徒教会利沃夫主教座堂
49°50′36″N 24°1′51″E / 49.84333°N 24.03083°E
亚美尼亚使徒教会利沃夫主教座堂位于乌克兰利沃夫老城的市集广场北侧。
1363–1370年，一位来自费奥多西亚的亚美尼亚商人建立了一座小型亚美尼亚教堂，据说模仿了亚美尼亚古都Ani的Ani主教座堂。1437年，主教座堂周围建起了拱廊，今天只有南部还存在，北部已经改建为圣所。1527年教堂毁于火灾，1571年新建石砌钟楼。1630年中央走道扩建，1723年进一步重建。17世纪起，主教座堂属于亚美尼亚礼天主教会，与罗马天主教联合。目前的主教座堂主要是1908-1927年改建的结果。
主教座堂北侧有一座亚美尼亚本笃会的小型修道院，南侧的钟楼和亚美尼亚大主教宫，都建于17世纪末。
今天，主教座堂内部主要是Jan Henryk Rosen和Józef Mehoffer的作品。主教座堂有两幅神奇的画像（圣Gregory和圣母），17世纪来自Yazlovets。
苏联时期，主教座堂被关闭。1954年最后一位亚美尼亚礼天主教会神父死在苏联的劳改营。苏联垮台以后，少数亚美尼亚礼天主教家庭试图重建堂区，未能成功。教宗若望保禄二世访问之前不久，当地政府将主教座堂交给亚美尼亚使徒教会，1997年，该教会在利沃夫建立了教区。
|                                |  |      |  |                |
| 最古老的部分，以及文艺复兴拱廊 |  | 内部 |  | 钟楼和大主教宫 |